# Leväsaari (ö i Norra Savolax, Nordöstra Savolax, lat 62,63, long 28,36)
Leväsaari är en ö i Finland. Den ligger i sjön Suvasvesi och i kommunen Tuusniemi i den ekonomiska regionen  Nordöstra Savolax ekonomiska region  och landskapet Norra Savolax, i den centrala delen av landet, 300 km nordost om huvudstaden Helsingfors. Öns area är 1,1 hektar och dess största längd är 130 meter i sydväst-nordöstlig riktning.